# 교토 테라마치 산죠의 홈즈
《교토 테라마치 산죠의 홈즈》(일본어: 京都寺町三条のホームズ)는 모치즈키 마이의 미스테리 소설이다.
투고 커뮤니티 사이트 「에브리스타」에 게재된 뒤 2015년부터 후타바 문고에서 간행. 표지 일러스트는 야마우치시즈. 줄거리는 주로 골동품 감정과 교토 탐방, 그것에 얽힌 일상의 아마와 주인공 두 사람의 사랑 모습을 중심으로 그려진다. 웹 게시판과 서적판에서 등장인물의 관련성이나 이야기의 전개가 다르다. 2016년도 「교토 본 대상」 수상작. 「월간 액션」 2017년 12월호부터 만화판이 연재 중. 2018년 7월부터 TV 도쿄 계열에서 TV 애니메이션판이 방영 중이다.